# Nantucket Sleighride
| 전문가 평가 | 전문가 평가 |
| 평가 점수   | 평가 점수   |
| 출처        | 점수        |
| ----------- | ----------- |
| AllMusic    | [ 1 ]       |

《Nantucket Sleighride》는 미국의 하드 록 밴드 마운틴의 두 번째 스튜디오 음반으로, 1971년 1월, 미국에서는 윈드폴 레코드, 영국에서는 아일랜드를 통해 발매되었다. 이 음반은 1971년 빌보드 200 차트에서 16위에 올랐다.

## 배경
타이틀곡의 이름은 낸터컷 슬레이라이드(Nantucket sleighride)를 가리키며, 이는 작살에 맞은 고래가 보트 (포경선의 소형선)를 끌고 가는 일을 뜻한다. 이 노래가 헌정된 오언 커핀은 1820년 향유고래에게 들이받혀 침몰한 낸터컷 포경선 에식스호의 젊은 선원이었으며, 난파 이후 커핀은 동료 선원들에게 총에 맞아 먹혔다. 에식스호의 이야기는 생존자 8명 중 한 명이자 일등항해사였던 오언 체이스에 의해 1821년에 《고래잡이 배 에식스 호의 가장 특별하고 고통스러운 난파 사건에 대한 서술》이라는 제목으로 기록되었다. 곡의 후반부에 나오는 기악 연주는 전통 스코틀랜드 민요인 〈The Parting Glass〉의 선율을 사용한다. 이 곡의 마지막 부분은 1972년부터 1988년까지 방송된 영국의 장수 정치 TV 프로그램 《위켄드 월드》의 테마곡으로 쓰였다. 이 곡은 1980년에 영국의 헤비 메탈 밴드 쿼츠에 의해 커버되었다.
〈Tired Angels〉는 지미 헨드릭스에게 헌정되었으며, 〈Travellin' In The Dark〉는 파팔라디의 어머니 엘리아를 위한 곡이다. 〈Taunta (Sammy's Tune)〉는 파팔라디의 애완 푸들 '새미'를 따서 지은 제목이다. 〈Don't Look Around〉는 영화 《파인애플 익스프레스》 (2008년) 사운드트랙에 수록되었다.

## 곡 목록
| #  | 제목                                      | 작사·작곡                                                     | 재생 시간 |
| -- | ----------------------------------------- | ------------------------------------------------------------- | --------- |
| 1. | 〈Don't Look Around〉                     | 레슬리 웨스트, 수 파머, 펠릭스 파팔라디, 게일 콜린스 파팔라디 | 3:42      |
| 2. | 〈Taunta (Sammy's Tune)〉                 | 파팔라디                                                      | 1:00      |
| 3. | 〈Nantucket Sleighride (to Owen Coffin)〉 | 파팔라디, 콜린스                                              | 5:49      |
| 4. | 〈You Can't Get Away〉                    | 웨스트, 콜린스, 코르키 렝                                     | 3:23      |
| 5. | 〈Tired Angels (to J.M.H.)〉              |                                                               | 4:39      |
| 6. | 〈The Animal Trainer and the Toad〉       | 웨스트, 파머                                                  | 3:24      |
| 7. | 〈My Lady〉                               | 렝, 파팔라디, 콜린스                                          | 4:31      |
| 8. | 〈Travellin' in the Dark (To E.M.P.)〉    | 파팔라디, 콜린스                                              | 4:21      |
| 9. | 〈The Great Train Robbery〉               | 웨스트, 렝, 파팔라디, 콜린스                                  | 5:43      |

## 인증
| 국가                       | 인증 | 판매량/출하량 |
| -------------------------- | ---- | ------------- |
| 뉴질랜드 (RMNZ)            | 골드 | 7,500^        |
| 미국 (RIAA)                | 골드 | 500,000^      |
| ^출하량을 기반으로 한 인증 |      |               |